# Cherry Valley Township (Illinois)
Pour les articles homonymes, voir Cherry Valley Township.
Cherry Valley Township est un township du comté de Winnebago dans l'Illinois, aux États-Unis,. En 2010, le township comptait une population de 19 831 habitants.

## Source de la traduction
- (en) Cet article est partiellement ou en totalité issu de l’article de Wikipédia en anglais intitulé « Cherry Valley Township, Winnebago County, Illinois » (voir la liste des auteurs).